# Teenage Mutant Ninja Turtles (animatieserie, 2003)
Teenage Mutant Ninja Turtles, ook kortweg TMNT en Turtles genoemd, is een Amerikaanse animatieserie gebaseerd op de gelijknamige reeks stripboeken van Mirage Studios. Daarmee is dit de tweede animatieserie gebaseerd op de strips. De serie werd geproduceerd door Mirage Studios, die zelf een derde van de rechten in handen heeft.
TMNT ging in première op 8 februari 2003 en betekende de heropleving van de Turtles-franchise. In Nederland werd de serie ook nagesynchroniseerd uitgezonden op Fox Kids. In Vlaanderen verscheen de reeks op VTM bij TamTam. De serie liep tot 2009, met een totaal van 166 afleveringen.

## Overzicht
Deze animatieserie verschilt sterk van de versie die van 1987 tot 1996 liep. Hoewel het nog steeds een serie was die op zaterdagochtenden werd uitgezonden, was de serie meer in overeenstemming met de duistere verhaallijn uit de strips van Kevin Eastman en Peter Laird. De cartoonachtige Shredder en zijn domme hulpjes Bebop en Rocksteady, Krang, de Technodrome en Dimensie X komen geen van allen voor in deze serie. In plaats daarvan is Shredder nu wel de gevaarlijke en dodelijke ninjameester die hij in de strips ook was. Daarnaast bevat de serie veel verhaallijnen en subplots die in de loop van de serie verder uitgewerkt zijn. Hoewel de afleveringen meestal los van elkaar te kijken zijn, zit er toch een rode draad in, die van aflevering op aflevering doorloopt.
De persoonlijkheden van de vier Turtles verschillen van hun tegenhangers uit de eerste animatieserie en zijn meer in overeenstemming met de strips. Alle personages zijn verder uitgediept en hebben een sterkere onderlinge familieband. Leonardo is veel serieuzer dan in de eerste serie, en staat centraal in vrijwel alle afleveringen die draaien om Shredder of ninjitsu. Raphael is bozer en rebelser, en vecht soms zelfs met Leonardo. Maar hij geeft ook duidelijk veel om zijn familie en vrienden. TMNT's bondgenoot Casey Jones heeft een grote rol in de nieuwe versie, terwijl hij in de vorige serie maar een nevenpersonage was. Hij heeft zelfs een oogje op April O'Neil. Zijzelf is in deze serie in eerste instantie de assistente van Baxter Stockman en later eigenares van een antiekwinkel. De beroemde catchphrase "cowabunga" komt nog steeds voor in de serie, maar vaak als onderdeel van een grap (zoals wanneer Raphael Michelangelo zegt niet meer "cowabunga" te roepen). De "Turtle Power"-catchphrase is geheel weggelaten en vervangen door "Let's get the shell outta here!"
Splinter net als in de strips de sensei van de Turtles en hun vaderfiguur. Daarnaast was hij oorspronkelijk de huisrat van ninjameester Hamato Yoshi. Verder heeft Baxter Stockman een grotere rol en is hij een Afro-Amerikaan in plaats van een blanke man zoals in de vorige serie. Het personage Leatherhead, die in de vorige serie een nog kwaadaardige gemuteerde alligator was, heeft in deze serie juist een goed hart. Ook is hij een stuk slimmer dan in de vorige serie.
Alle personages die er speciaal voor de eerste animatieserie werden bedacht en die dus niet in de strips voorkwamen, werden weggelaten. Wel introduceert de serie een aantal nieuwe personages die in de strips al zeer bekend waren, maar in de televisieseries nog niet eerder voorkwamen. Bekende voorbeelden zijn Renet, een tijdreiziger; the Fugitoid, een robot met het geheugen van een geleerde genaamd Professor Honeycutt; de Triceratons, een ras van mensachtige Triceratops; en Karai, de geadopteerde dochter van Shredder.

## Kleuren
De kleuren van de personages verschillen in deze animatieserie van die in de vorige animatieserie. Splinter is nu een grijze rat in plaats van een bruine en hij draagt bruine kleding in plaats van magenta. April heeft lang rood haar, in plaats van kort koperbruin haar.
Naast de verschillende kleuren bandana's hebben de Turtles in deze serie onderling ook een andere huidskleur. Elk van de Turtles heeft een andere tint groen: Leonardo is emeraldgroen, Raphael is donkergroen, Michelangelo zeegroen of donkergroen-blauw en Donatello olijfgroen. De handvatten van hun wapens hebben nu dezelfde kleur als hun bandana's, maar hun elleboog- en kniebeschermers zijn bruin.

## Reacties
De verschillende plots en verhaallijnen van de serie hadden soms ontknopingen die fans nooit hadden verwacht. Peter Laird, die grote invloed had op de nieuwe serie, veranderde de oorsprong van Shredder drastisch. Hij maakte hem tot een kwaadaardige Utrom. Deze beslissing leverde een hoop controverse op onder fans.
In zijn algemeenheid werd de serie met gemengde reacties ontvangen. Fans van de oude serie hadden veel kritiek op deze serie, en ook op de videospellen gebaseerd op deze serie. Aan de andere kant werd de serie echter geprezen door fans van de strips. Vooral de karakterontwikkelingen, meer consistente animatie, plotwendingen en consistente verhaallijnen werden goed ontvangen. Sommigen vinden dat de serie gelijk is in plot en stijl aan de Fox Kids-serie Spider-Man: The Animated Series. Toch is deze animatieserie duidelijk grimmiger en gewelddadiger dan de eerste animatieserie.
Voor het vierde seizoen werd de opening veranderd om meer te zijn zoals het introfilmpje van de eerste animatieserie. Hoewel de muziek hetzelfde bleef werden het tempo en de tekst aangepast. Deze nieuwe intro werd met gemengde gevoelens ontvangen door beide partijen van het TMNT-fandom.

## Seizoenen

### Seizoen 1
Seizoen 1 introduceert de Turtles, Splinter, Casey Jones, April O'Neil, Baxter Stockman, de Foot Clan en Shredder. De meeste afleveringen in dit seizoen zijn opzichzelfstaande afleveringen. In dit seizoen ontdekken de Turtles onder andere een verborgen stad diep onder New York. Tegen het eind van het seizoen bevechten ze Shredder in diens hoofdkwartier en lijken hem te verslaan. Daarna verdwijnt Splinter en de Turtles proberen hem terug te vinden in het gebouw van een aantal mysterieuze krijgers. Deze krijgers blijken de Utrom te zijn. De Turtles worden per ongeluk getransporteerd naar een andere planeet.

### Seizoen 2
Aan het begin van dit seizoen ontmoeten de Turtles de Fugitoid, de Triceratons en de Federatie. Met de Fugitoids hulp kunnen ze terugkeren naar de Aarde, waar ze wederom oog in oog komen te staan met Shredder. Ze verslaan hem weer, en ontdekken zo dat hij ook een Utrom is, maar dan wel een kwaadaardige. Ze helpen de andere Utroms te ontsnappen van de Aarde en terug te keren naar hun eigen planeet.
Halverwege het seizoen ontmoeten de Turtles Leatherhead en Karai.
Het seizoen eindigt met een groots toernooi in de Battle Nexus waar de Turtles aan deelnemen. Hier ontmoeten ze Miyamoto Usagi, de Ultimate Ninja en Drako. Ultimate Ninja en Drako stelen de oorlogsstaf van de Daimyo, maar worden samen een vortex gemaakt door de staf ingezogen en werden samengesmolten.

### Seizoen 3
Aan het begin van dit seizoen vallen de Triceratons de aarde aan om de Fugitoid te vinden, maar die is reeds vertrokken. Ook ontmoeten de Turtles voor het eerst Agent Bishop. De aanval van de Triceratons wordt afgeslagen wanneer ook de Federatie opduikt, en de Fugitoid beide partijen uitschakelt.
De rest van het seizoen bestaat uit een aantal losse verhalen. Vlak voor het einde van het seizoen duiken Ultimate Ninja en Drako weer op, nu gefuseerd tot een wezen en in het bezit van de tijdscepter van Lord Simultaneous's. De twee sturen de Turtles en Splinter naar verschillende alternatieve werelden, maar worden uiteindelijk verslagen.
In de finale van dit seizoen moeten de Turtles Shredder ervan weerhouden de Utrom thuisplaneet te vernietigen. Dit lukt en Shredder wordt eindelijk gevangen. De Utrom raad veroordeeld hem tot levenslange gevangenisstraf op een ijsasteroïde.

### Seizoen 4
Seizoen vier bevat vooral opzichzelfstaande verhalen per aflevering. Belangrijke gebeurtenissen zijn dat Karai de leiding over de Foot Clan overneemt, en dat Leonardo in de leer gaat bij de Ancient One, de meester van Hamato Yoshi omdat hij zich niet meer kon beheersen. Ondertussen werden de turtles aangevallen en blijken ze verdwenen te zijn. Verder gaat Baxter Stockman werken voor Agent Bishop.
In dit seizoen wordt voor het eerst duidelijk dat er een tweede Shredder is, die al bestond voor de Utrom-Shredder. Aan het eind van het seizoen worden de Turtles samen met een paar andere krijgers gerekruteerd door het Ninja Tribunaal.

### Seizoen 5, het verloren seizoen
Dan Berger, TMNT-stripboekschrijver en correspondent voor de fans, bevestigde dat Peter Laird en zijn medewerkers bezig waren met een vijfde seizoen waarin de 'Ninja Tribunal'-verhaallijn die begon aan het einde van seizoen 4 zou worden voortgezet. Dertien afleveringen zou dit seizoen gaan tellen. De productie werd echter stopgezet om plaats te maken voor wat eigenlijk het zesde seizoen zou moeten worden: de 'Fast Forward'-verhaallijn. Het vijfde seizoen staat daarom ook wel bekend als het 'verloren seizoen'. Een paar afleveringen ervan werden vanaf 9 augustus 2006 uitgezonden op 4Kids Entertainments video-on-demand-kanalen. Dan Berger maakte later bekend dat ook de dvd-uitgaven van het vijfde seizoen waren uitgesteld.
Het vijfde seizoen zou draaien om de strijd met een oude demonische krijger die de ware Shredder blijkt te zijn.

### Seizoen 6, Fast Forward
In plaats van het 'echte' vijfde seizoen werden de afleveringen van wat eigenlijk het zesde seizoen zou zijn gebruikt voor het vijfde seizoen. Dit seizoen staat in zijn geheel bekend als "Teenage Mutant Ninja Turtles: Fast Forward". Het seizoen ging in première op 29 juli 2006.
In dit seizoen worden de Turtles door Cody Jones, de achterkleinzoon van April en Casey, naar het jaar 2105 gehaald. In deze tijd wonen mensen en aliens samen op de Aarde. Hoofdthema's in dit seizoen zijn de Turtles aanpassingen aan hun nieuwe omgeving, hun pogingen Cody’s oom te ontmaskeren als de crimineel die hij werkelijk is, en hun strijd met Sh'Okanabo.

### Seizoen 7
In het seizoen keren de Turtles terug naar het heden, maar onderweg gaat er iets mis en Splinter komt vast te zitten in Cyberspace. Zijn datacode wordt verspreid door het heel digitale domein. De Turtles moeten een manier vinden om de virtuele wereld te betreden en Splinter terug te halen voor ze hem voorgoed kwijt zijn. In de virtuele wereld worden ze echter opnieuw geconfronteerd met hun aartsvijand Shredder.